# Kajichō
Kajichō (鍛冶町) est un quartier de l'arrondissement de Chiyoda à Tokyo. Le quartier est subdivisé en deux: Kajichō 1-chōme et Kajichō 2-chōme. Cet article inclut Kanda-Kajichō (神田鍛冶町), qui est composé de nos jours uniquement de Kanda-Kajichō 3-chōme. Au 1er avril 2007, la population additionnée de Kajichō et Kanda-Kajichō était de 371 personnes. Les codes postaux de Kajichō et de Kanda-Kajichō sont respectivement 101-0044 et 101-0045.
Ces quartiers sont situés dans la partie nord de Chiyoda. La zone Kajichō/Kanda-Kajichō touche Kanda-Sudachō au nord, Kanda-Higashimatsushitachō, Kanda-Tomiyamachō, Kanda-Konyachō, Kanda-Kitanorimonochō, Kanda-Nishifukudachō et Kanda-Mikurachō à l'est, Nihonbashi-Muromachi, Nihonbashi-Hongokuchō et Nihonbashi-Honchō au sud, et Uchi-Kanda et Kanda-Tsukasachō à l'ouest.
La zone Kajichō/Kanda-Kajichō abrite essentiellement des entreprises et des boutiques.
La station JR Kanda est située dans Kajichō 2-chōme.